# Antonio Hernández
Antonio Hernández Núñez (Peñaranda de Bracamonte, 25 giugno 1953) è un regista e sceneggiatore spagnolo.

## Biografia
Nel 2003 il suo film En la ciudad sin límites è stato candidato al Premio Goya per il miglior film.

## Filmografia parziale
- F.E.N. (1980)
- Apaga... y vámonos (1981)
- Cómo levantar 1000 kilos (1991)
- Lisboa (1999)
- El gran marciano (2001)
- En la ciudad sin límites (2002)
- Al alcance de su mano (2002) film per la televisione
- Oculto (2005)
- Los Borgia (2006)
- El menor de los males (2007)
- Il cavaliere del Santo Graal (Capitán Trueno y el Santo Gral) (2011)
- Matar el tiempo (2014)